# Campeonato Mineiro de Futebol de 2020 - Módulo I
O Campeonato Mineiro de Futebol de 2020 - Módulo I, oficialmente denominado como Campeonato Mineiro Sicoob 2020, foi a 106ª edição da principal divisão do futebol Mineiro. Teve a organização da Federação Mineira de Futebol e foi disputada por 12 clubes entre 21 de janeiro e 31 de agosto, excepcionalmente terminando mais tarde devido à pandemia de Covid-19.
O Campeão foi o Atlético-MG, ficando em segundo o Tombense.
Ao fim da nona rodada da primeira fase, a FMF anunciou a suspensão da competição por tempo indeterminado, devido à Pandemia de COVID-19.
Após quase quatro meses de paralisação, a FMF e os 12 clubes participantes, em videoconferência, decidiram por maioria retomar a competição a partir do dia 26 de julho, ainda sem torcida e usando também um protocolo sanitário para a segurança das delegações durante os deslocamentos entre as cidades e nas respectivas concentrações das equipes antes das partidas.

## Regulamento

### Primeira fase
O Módulo I foi disputado por doze clubes em turno único. Todos os times jogaram entre si uma única vez. Ao fim das onze rodadas, os quatro primeiros colocados avançaram para a fase final, enquanto os dois últimos foram rebaixados para o Módulo II de 2021. Já os clubes terminados entre 5º e 8º lugar disputaram o Troféu Inconfidência.

#### Critérios de desempate
Caso houvesse empate de pontos entre dois clubes, os critérios de desempate seriam aplicados na seguinte ordem:
1. Número de vitórias
2. Saldo de gols
3. Gols marcados
4. Confronto direto
5. Número de cartões vermelhos
6. Número de cartões amarelos
7. Sorteio público na sede da FMF

### Fase final
É disputada em formato eliminatório (conhecida como "mata-mata", com semifinais e final), com confrontos de ida e volta. O time de melhor campanha tem a vantagem de decidir se terá o mando de campo no primeiro ou segundo jogo de cada fase. O chaveamento é dado da seguinte forma: 1° melhor colocado x 4° melhor colocado e 2° melhor colocado x 3° melhor colocado.

#### Critérios de desempate
1. Saldo de gols
2. Melhor campanha na primeira fase

### Troféu Inconfidência e Recopa
Os clubes terminados de 5º a 8º lugares na primeira fase disputaram este novo torneio, que originalmente seria nos mesmos moldes da fase final do campeonato: semifinais e final com jogos eliminatórios de ida e volta. Porém, devido à Pandemia de Covid-19, a FMF e os clubes decidiram alterar o regulamento, de forma que os jogos passaram a ser únicos em cada fase, sendo mandante o clube com melhor campanha na 1° fase. O chaveamento foi 5º x 8º e 6º x 7º. O ganhador da final conquistou o Troféu Inconfidência e ganhou o direito de disputar a nova Recopa do Interior contra o Campeão do interior, ou seja, o clube mais bem colocado ao fim do campeonato. Caso um dos times da capital (América, Atlético ou Cruzeiro) se sagrasse Campeão do Troféu Inconfidência, a Recopa do Interior seria disputada entre o Campeão do Interior e clube do interior mais bem colocado no Troféu Inconfidência.

## Participantes
| Equipe                             | Cidade          | Em 2019 | Estádio          | Capacidade | Títulos (último) |
| ---------------------------------- | --------------- | ------- | ---------------- | ---------- | ---------------- |
| América Futebol Clube              | Belo Horizonte  | 3º      | Independência    | 23.019     | 16 (2016)        |
| Clube Atlético Mineiro             | Belo Horizonte  | 2º      | Independência    | 23.019     | 44 (2017)        |
| Boa Esporte Clube                  | Varginha        | 4º      | Melão            | 15.471     | 0                |
| Associação Atlética Caldense       | Poços de Caldas | 6º      | Ronaldão         | 7.600      | 1 (2002)         |
| Coimbra Esporte Clube              | Contagem        | 1º (II) | Independência    | 23.019     | 0                |
| Cruzeiro Esporte Clube             | Belo Horizonte  | 1º      | Mineirão         | 61.846     | 40* (2019)       |
| Clube Atlético Patrocinense        | Patrocínio      | 7º      | Pedro Alves      | 10.250     | 0                |
| Tombense Futebol Clube             | Tombos          | 5º      | Almeidão         | 3.050      | 0                |
| Tupynambás Futebol Clube           | Juiz de Fora    | 8º      | Mario Helênio    | 31.863     | 0                |
| Uberlândia Esporte Clube           | Uberlândia      | 2º (II) | Parque do Sabiá  | 53.350     | 0                |
| União Recreativa dos Trabalhadores | Patos de Minas  | 10º     | Zama Maciel      | 4.858      | 0                |
| Villa Nova Atlético Clube          | Nova Lima       | 9º      | Castor Cifuentes | 5.170      | 5 (1951)         |

## Estádios
| América Mineiro           | Atlético Mineiro | Boa Esporte | Caldense                     |
| ------------------------- | --- | --- | ---------------------------- |
| Independência             | Independência | Melão | Ronaldão                     |
| Capacidade: 23 019        | Capacidade: 23 019 | Capacidade: 15 071 | Capacidade: 7 600            |
|                           | | |                              |
| Coimbra                   | Boa Caldense Coimbra Belo Horizonte Tombense Tupynambás Patrocinense Uberlândia Villa Nova URT Equipes de Belo Horizonte: América Atlético Mineiro CruzeiroLocalização dos times no estado. | Boa Caldense Coimbra Belo Horizonte Tombense Tupynambás Patrocinense Uberlândia Villa Nova URT Equipes de Belo Horizonte: América Atlético Mineiro CruzeiroLocalização dos times no estado. | Cruzeiro                     |
| Independência             | Boa Caldense Coimbra Belo Horizonte Tombense Tupynambás Patrocinense Uberlândia Villa Nova URT Equipes de Belo Horizonte: América Atlético Mineiro CruzeiroLocalização dos times no estado. | Boa Caldense Coimbra Belo Horizonte Tombense Tupynambás Patrocinense Uberlândia Villa Nova URT Equipes de Belo Horizonte: América Atlético Mineiro CruzeiroLocalização dos times no estado. | Mineirão                     |
| Capacidade: 23 019        | Boa Caldense Coimbra Belo Horizonte Tombense Tupynambás Patrocinense Uberlândia Villa Nova URT Equipes de Belo Horizonte: América Atlético Mineiro CruzeiroLocalização dos times no estado. | Boa Caldense Coimbra Belo Horizonte Tombense Tupynambás Patrocinense Uberlândia Villa Nova URT Equipes de Belo Horizonte: América Atlético Mineiro CruzeiroLocalização dos times no estado. | Capacidade: 61 846           |
|                           | Boa Caldense Coimbra Belo Horizonte Tombense Tupynambás Patrocinense Uberlândia Villa Nova URT Equipes de Belo Horizonte: América Atlético Mineiro CruzeiroLocalização dos times no estado. | Boa Caldense Coimbra Belo Horizonte Tombense Tupynambás Patrocinense Uberlândia Villa Nova URT Equipes de Belo Horizonte: América Atlético Mineiro CruzeiroLocalização dos times no estado. |                              |
| Patrocinense              | Boa Caldense Coimbra Belo Horizonte Tombense Tupynambás Patrocinense Uberlândia Villa Nova URT Equipes de Belo Horizonte: América Atlético Mineiro CruzeiroLocalização dos times no estado. | Boa Caldense Coimbra Belo Horizonte Tombense Tupynambás Patrocinense Uberlândia Villa Nova URT Equipes de Belo Horizonte: América Atlético Mineiro CruzeiroLocalização dos times no estado. | Tombense                     |
| Pedro Alves do Nascimento | Boa Caldense Coimbra Belo Horizonte Tombense Tupynambás Patrocinense Uberlândia Villa Nova URT Equipes de Belo Horizonte: América Atlético Mineiro CruzeiroLocalização dos times no estado. | Boa Caldense Coimbra Belo Horizonte Tombense Tupynambás Patrocinense Uberlândia Villa Nova URT Equipes de Belo Horizonte: América Atlético Mineiro CruzeiroLocalização dos times no estado. | Antônio Guimarães de Almeida |
| Capacidade: 10 250        | Boa Caldense Coimbra Belo Horizonte Tombense Tupynambás Patrocinense Uberlândia Villa Nova URT Equipes de Belo Horizonte: América Atlético Mineiro CruzeiroLocalização dos times no estado. | Boa Caldense Coimbra Belo Horizonte Tombense Tupynambás Patrocinense Uberlândia Villa Nova URT Equipes de Belo Horizonte: América Atlético Mineiro CruzeiroLocalização dos times no estado. | Capacidade: 3 050            |
|                           | Boa Caldense Coimbra Belo Horizonte Tombense Tupynambás Patrocinense Uberlândia Villa Nova URT Equipes de Belo Horizonte: América Atlético Mineiro CruzeiroLocalização dos times no estado. | Boa Caldense Coimbra Belo Horizonte Tombense Tupynambás Patrocinense Uberlândia Villa Nova URT Equipes de Belo Horizonte: América Atlético Mineiro CruzeiroLocalização dos times no estado. |                              |
| Tupynambás                | Uberlândia | URT | Villa Nova                   |
| Mario Helênio             | Parque do Sabiá | Zama Maciel | Castor Cifuentes             |
| Capacidade: 35.000        | Capacidade: 53.350 | Capacidade: 4 858 | Capacidade: 5 170            |
|                           | | |                              |

## Primeira fase
| Pos | Equipes          | Pts | J  | V | E | D | GP | GC | SG  | %  | DF      | Classificação ou rebaixamento       |
| --- | ---------------- | --- | -- | - | - | - | -- | -- | --- | -- | ------- | ----------------------------------- |
| 1   | Tombense         | 26  | 11 | 8 | 2 | 1 | 18 | 6  | +12 | 79 | Estável | Classificados à Fase Final          |
| 2   | América Mineiro  | 25  | 11 | 7 | 4 | 0 | 19 | 7  | +12 | 76 | Estável | Classificados à Fase Final          |
| 3   | Atlético Mineiro | 22  | 11 | 7 | 2 | 2 | 20 | 7  | +13 | 67 | 1       | Classificados à Fase Final          |
| 4   | Caldense         | 20  | 11 | 6 | 2 | 3 | 18 | 9  | +9  | 61 | 1       | Classificados à Fase Final          |
| 5   | Cruzeiro         | 20  | 11 | 6 | 2 | 3 | 16 | 10 | +6  | 61 | Estável | Classificados à Taça Inconfidência  |
| 6   | Uberlândia       | 14  | 11 | 4 | 2 | 5 | 10 | 12 | −2  | 42 | Estável | Classificados à Taça Inconfidência  |
| 7   | Boa Esporte      | 14  | 11 | 3 | 5 | 3 | 10 | 10 | 0   | 42 | 2       | Classificados à Taça Inconfidência  |
| 8   | Patrocinense     | 12  | 11 | 3 | 3 | 5 | 10 | 12 | −2  | 36 | 1       | Classificados à Taça Inconfidência  |
| 9   | URT              | 11  | 11 | 3 | 2 | 6 | 5  | 18 | −13 | 33 | 1       |                                     |
| 10  | Coimbra          | 10  | 11 | 2 | 4 | 5 | 6  | 11 | −5  | 30 | Estável |                                     |
| 11  | Villa Nova       | 4   | 11 | 1 | 1 | 9 | 11 | 21 | −10 | 12 | Estável | Rebaixados para o Módulo II de 2021 |
| 12  | Tupynambás       | 3   | 11 | 0 | 3 | 8 | 6  | 26 | −20 | 9  | Estável | Rebaixados para o Módulo II de 2021 |

## Desempenho

### Rodadas na liderança
Clubes que lideraram o campeonato ao final de cada rodada:
| 1   | 2   | 3   | 4   | 5   | 6   | 7   | 8   | 9   | 10  | 11  |
| CAP | ATM | ATM | AMM | ATM | TOM | AMM | AMM | AMM | TOM | TOM |

### Rodadas na lanterna
Clubes que ficaram na última posição do campeonato ao final de cada rodada:
| 1   | 2   | 3   | 4   | 5   | 6   | 7   | 8   | 9   | 10  | 11  |
| BOA | TUP | TUP | TUP | TUP | TUP | TUP | TUP | TUP | TUP | TUP |

## Troféu Inconfidência
Em itálico, as equipes que tiveram mando de campo, por ter melhor campanha na fase de grupos.
|  | Semifinais       | Semifinais |       |  | Final    | Final |  |
|  |                  |            |       |  |          |       |  |
|  |                  |            |       |  |          |       |  |
|  | Cruzeiro         | 3          |       |  |          |       |  |
|  | Patrocinense     | 0          |       |  |          |       |  |
|  |                  |            |       |  |          |       |  |
|  |                  |            |       |  |          |       |  |
|  |                  |            |       |  | Cruzeiro | [ 8 ] |  |
|  |                  | Uberlândia | [ 8 ] |  |          |       |  |
|  |                  |            |       |  |          |       |  |
|  |                  |            |       |  |          |       |  |
|  |                  |            |       |  |          |       |  |
|  |                  |            |       |  |          |       |  |
|  | Uberlândia (pen) | 2 (5)      |       |  |          |       |  |
|  | Boa Esporte      | 2 (4)      |       |  |          |       |  |

## Fase final
Em itálico, as equipes que jogarão pelo empate no resultado agregado, por ter melhor campanha na fase de grupos. Em negrito as equipes que avançaram de fase.
|  | Semifinais       | Semifinais | Semifinais | Semifinais |   |                  | Final | Final | Final | Final |
|  |                  |            |            |            |   |                  |       |       |       |       |
|  | Atlético Mineiro | 2          | 3          | 5          |   |                  |       |       |       |       |
|  | América Mineiro  | 1          | 0          | 1          |   |                  |       |       |       |       |
|  | América Mineiro  | 1          | 0          | 1          |   | Atlético Mineiro | 2     | 1     | 3     |       |
|  |                  |            |            |            |   | Atlético Mineiro | 2     | 1     | 3     |       |
|  |                  | Tombense   | 1          | 0          | 1 |                  |       |       |       |       |
|  | Caldense         | Tombense   | 1          | 0          | 1 | 0                | 0     | 0     |       |       |
|  | Caldense         |            |            |            |   | 0                | 0     | 0     |       |       |
|  | Tombense         | 1          | 2          | 3          |   |                  |       |       |       |       |

##### Finais
Ida
| 28 de agosto | Atlético Mineiro               | 2 – 1  | Tombense          | Estádio Mineirão, Belo Horizonte                                  |
| 21:30        | Eduardo Sasha 64' · Keno 90+7' | Súmula | Rubens 62' (pen.) | Público: Portões fechados Árbitro: MG Marco Aurélio Fazekas (CBF) |

| Atlético-MG | Tombense |

| G              | 32 | Rafael          |       |     |
| LD             | 2  | Guga            |       | 79' |
| Z              | 4  | Réver           |       |     |
| Z              | 3  | Junior Alonso   |       |     |
| LE             | 13 | Guilherme Arana |       |     |
| V              | 8  | Jair            | 20'   |     |
| M              | 20 | Hyoran          |       | 63' |
| A              | 70 | Savarino        |       | 46' |
| A              | 38 | Marrony         |       | 46' |
| A              | 11 | Keno            | 90+7' |     |
| A              | 18 | Eduardo Sasha   |       | 79' |
| Reservas:      |    |                 |       |     |
| LD             | 25 | Mariano         |       | 79' |
| V              | 29 | Allan           |       | 79' |
| V              | 21 | Alan Franco     |       | 46' |
| M              | 17 | Bruninho        |       | 63' |
| A              | 50 | Marquinhos      |       | 46' |
| Treinador:     |    |                 |       |     |
| Jorge Sampaoli |    |                 |       |     |

| G             | 1  | Felipe Garcia  |     |       |
| LD            | 2  | David          |     | 90+1' |
| Z             | 3  | Admilton       |     |       |
| Z             | 4  | Matheus Lopes  |     |       |
| LE            | 6  | João Paulo     |     |       |
| V             | 5  | Rodrigo        | 15' | 85'   |
| V             | 8  | Serginho       |     | 90+1' |
| M             | 7  | Ibson          |     |       |
| A             | 10 | Marquinhos     | 32' | 68'   |
| A             | 11 | Cassio Ortega  |     |       |
| A             | 9  | Rubens         |     | 85'   |
| Reservas:     |    |                |     |       |
| LD            | 18 | Da Silva       |     | 90+1' |
| Z             | 13 | Ramon          |     | 90+1' |
| V             | 15 | Falcão         |     | 85'   |
| M             | 21 | Gabriel        |     | 68'   |
| A             | 20 | Maycon Douglas |     | 85'   |
| Treinador:    |    |                |     |       |
| Eugênio Souza |    |                |     |       |

Volta
| 30 de agosto | Tombense | 0 – 1  | Atlético Mineiro | Estádio Mineirão, Belo Horizonte                                |
| 16:00        |          | Súmula | Jair 45+3'       | Público: Portões fechados Árbitro: MG Ronei Cândido Alves (CBF) |

| Tombense | Atlético-MG |

| G             | 1  | Felipe Garcia       |     |     |
| LD            | 2  | David               |     |     |
| Z             | 3  | Admilton            |     |     |
| Z             | 4  | Matheus Lopes       |     | 74' |
| LE            | 6  | João Paulo          |     |     |
| V             | 5  | Rodrigo             | 89' |     |
| V             | 8  | Serginho            | 17' | 46' |
| M             | 7  | Ibson               |     | 68' |
| A             | 10 | Marquinhos          | 84' | 85' |
| A             | 11 | Cassio Ortega       |     | 46' |
| A             | 9  | Rubens              |     |     |
| Reservas:     |    |                     |     |     |
| Z             | 13 | Ramon               |     | 74' |
| M             | 19 | Jhemerson Guimaraes |     | 68' |
| M             | 21 | Gabriel             |     | 46' |
| A             | 17 | Gersinho            |     | 85' |
| A             | 20 | Maycon Douglas      |     | 46' |
| Treinador:    |    |                     |     |     |
| Eugênio Souza |    |                     |     |     |

| G              | 32             | Rafael          |     |     |
| LD             | 25             | Mariano         |     |     |
| Z              | 4              | Réver           |     |     |
| Z              | 3              | Junior Alonso   |     |     |
| LE             | 13             | Guilherme Arana | 71' |     |
| V              | 29             | Allan           | 89' |     |
| V              | 8              | Jair            |     |     |
| V              | 21             | Alan Franco     |     |     |
| A              | 70             | Savarino        |     | 74' |
| A              | 11             | Keno            |     | 63' |
| A              | 18             | Eduardo Sasha   |     | 68' |
| Reservas:      |                |                 |     |     |
| M              | 20             | Hyoran          |     | 74' |
| A              | 38             | Marrony         |     | 68' |
| A              | 50             | Marquinhos      |     | 63' |
| Treinador:     |                |                 |     |     |
| Jorge Sampaoli | Jorge Sampaoli | Jorge Sampaoli  | 55' |     |

## Recopa Mineira
A Recopa Mineira 2020 foi disputada pelo Tombense, campeão do interior e pelo Uberlândia, campeão da Taça Inconfidência, em partida única e em estádio neutro.
| 20 de fevereiro de 2021 | Tombense                | 2 – 0 | Uberlândia | Arena Independência, Belo Horizonte |
| 11:00                   | Rubens 45' · Rubens 50' |       |            | Árbitro: Ronei Cândido Alves        |

## Premiação
| Campeonato Mineiro de 2020        |
| Belo Horizonte                    |
| --------------------------------- |
| Atlético-MG Campeão (45.º título) |

| Troféu do Interior 2020       |
| Tombos                        |
| ----------------------------- |
| Tombense Campeão (2.º título) |

| Taça Inconfidência 2020                       |
| Uberlândia                                    |
| --------------------------------------------- |
| Uberlândia Esporte Clube Campeão (1.º título) |

| Recopa Mineira 2020           |
| Tombos                        |
| ----------------------------- |
| Tombense Campeão (1.º título) |

## Artilharia
Atualizado em 30 de agosto
| Gols | Jogador    | Equipe          |
| ---- | ---------- | --------------- |
| 7    | Rubens     | Tombense        |
| 5    | Ademir     | América Mineiro |
| 5    | Paulo Renê | Patrocinense    |

### Hat-tricks
| Jogador    | Clube        | Adversário | Placar | Data       | Ref.  |
| ---------- | ------------ | ---------- | ------ | ---------- | ----- |
| Paulo Renê | Patrocinense | Tupynambás | 4–0    | 7 de março | [ 9 ] |

## Públicos

### Média
As médias de público são calculadas, levando-se em conta o borderô oficial emitido pela FMF, disponíveis no site oficial.  

Atualizado em 29 de janeiro
| Pos. | Equipe           | Média | Total  | Mandos | Maior  | Menor | Arrecadação   | Ticket Médio |
| ---- | ---------------- | ----- | ------ | ------ | ------ | ----- | ------------- | ------------ |
| 1    | Atlético Mineiro | 9 478 | 9 478  | 1      | 9 478  | 9 478 | R$ 151 890,00 | R$ 16,03     |
| 2    | Uberlândia       | 6 428 | 12 855 | 2      | 10 654 | 2 201 | R$ 392 100,00 | R$ 30,50     |
| 3    | Cruzeiro         | 6 023 | 6 023  | 1      | 6 023  | 6 023 | R$ 159 818,00 | R$ 26,53     |
| 4    | Coimbra          | 3 822 | 7 644  | 2      | 6 976  | 668   | R$ 100 005,00 | R$ 13,08     |
| 5    | URT              | 1 383 | 2 765  | 2      | 1 570  | 1 195 | R$ 68 885‬,00  | R$ 24,91     |
| 6    | Patrocinense     | 1 013 | 1 013  | 1      | 1 013  | 1 013 | R$ 25 180,00  | R$ 24,86     |
| 7    | Tupynambás       | 733   | 1 466  | 2      | 891    | 575   | R$ 21 830,00  | R$ 14,89     |
| 8    | América Mineiro  | 631   | 631    | 1      | 631    | 631   | R$ 6 694,00   | R$ 10,61     |
| 9    | Tombense         | 1 094 | 4 377  | 4      | 2 165  | 600   | R$ 89 120,00  | R$ 20,36     |
| 10   | Boa Esporte      | 489   | 489    | 1      | 489    | 489   | R$ 7 065,00   | R$ 14,45     |
| 11   | Caldense         | 0     | 0      | 0      | 0      | 0     | R$ 0,00       | R$ 0,00      |
| 12   | Villa Nova       | 0     | 0      | 0      | 0      | 0     | R$ 0,00       | R$ 0,00      |

## Técnicos
| Equipe           | Técnico                                                                      |
| ---------------- | ---------------------------------------------------------------------------- |
| América Mineiro  | Felipe Conceição (1ª) Cauan de Almeida (3ª—4ª) (interino) Lisca (5ª—)        |
| Atlético Mineiro | Rafael Dudamel (1ª—6ª) James Freitas (7ª—8ª) (interino) Jorge Sampaoli (9ª—) |
| Boa Esporte      | Nedo Xavier (1ª—)                                                            |
| Caldense         | Marcus Paulo Grippi (1ª—)                                                    |
| Coimbra          | Diogo Giacomini (1ª—)                                                        |
| Cruzeiro         | Adílson Batista (1ª—9ª) Enderson Moreira                                     |
| Patrocinense     | Thiago Oliveira (1ª—)                                                        |
| Tombense         | Eugênio Souza (1ª—)                                                          |
| Tupynambás       | Paulo Campos (1ª) Zé Luís (2ª—4ª) (interino) Karmino Colombini (5ª—)         |
| Uberlândia       | Felipe Surian (1ª—3ª) Cícero Júnior (4ª) (interino) Luizinho Lopes (5ª—)     |
| URT              | Ademir Fonseca (1ª—)                                                         |
| Villa Nova       | Emerson Ávila (1ª—5ª) Badico (6ª—)                                           |

### Mudança de Técnicos
| Clube            | Antecessor       | Motivo                              | Data            | Última partida                | Rod | Pos | Sucessor          | Ref.          |
| ---------------- | ---------------- | ----------------------------------- | --------------- | ----------------------------- | --- | --- | ----------------- | ------------- |
| Tupynambás       | Paulo Campos     | Resignado                           | 24 de janeiro   | Tupynambás 0–1 Tombense       | 1ª  | 9°  | Karmino Colombini | [ 11 ] [ 12 ] |
| América Mineiro  | Felipe Conceição | Contratado pelo Red Bull Bragantino | 25 de janeiro   | América Mineiro 2–2 Caldense  | 1ª  | 6°  | Lisca             | [ 13 ] [ 14 ] |
| Uberlândia       | Felipe Surian    | Demitido                            | 30 de janeiro   | Uberlândia 0–0 Patrocinense   | 3ª  | 10° | Luizinho Lopes    | [ 15 ] [ 16 ] |
| Villa Nova       | Emerson Ávila    | Demitido                            | 10 de fevereiro | Villa Nova 2–2 Tupynambás     | 5ª  | 11° | Badico            | [ 17 ] [ 18 ] |
| Atlético Mineiro | Rafael Dudamel   | Demitido                            | 27 de fevereiro | Afogados 2–2 Atlético Mineiro | 6ª  | 4°  | Jorge Sampaoli    | [ 20 ] [ 21 ] |
| Cruzeiro         | Adílson Batista  | Demitido                            | 15 de março     | Cruzeiro 0–1 Coimbra          | 9ª  | 5°  | Enderson Moreira  | [ 22 ] [ 23 ] |